# مقاطعة ليمبا
مقاطعة ليمبا، هي مقاطعة تقع في محافظة ساو تومي. هي واحدة من المقاطعات السبع التي تشكل جزر المحيط الاطلسي في ساو تومي وبرينسيب. وهي ثاني أكبر مقاطعة من حيث المساحة تغطي حوالي 230 كيلومتر مربع. ويبلغ عدد سكانها 15,370 نسمة (2012). وعاصمتها هي نيفيز.